# 異常震域

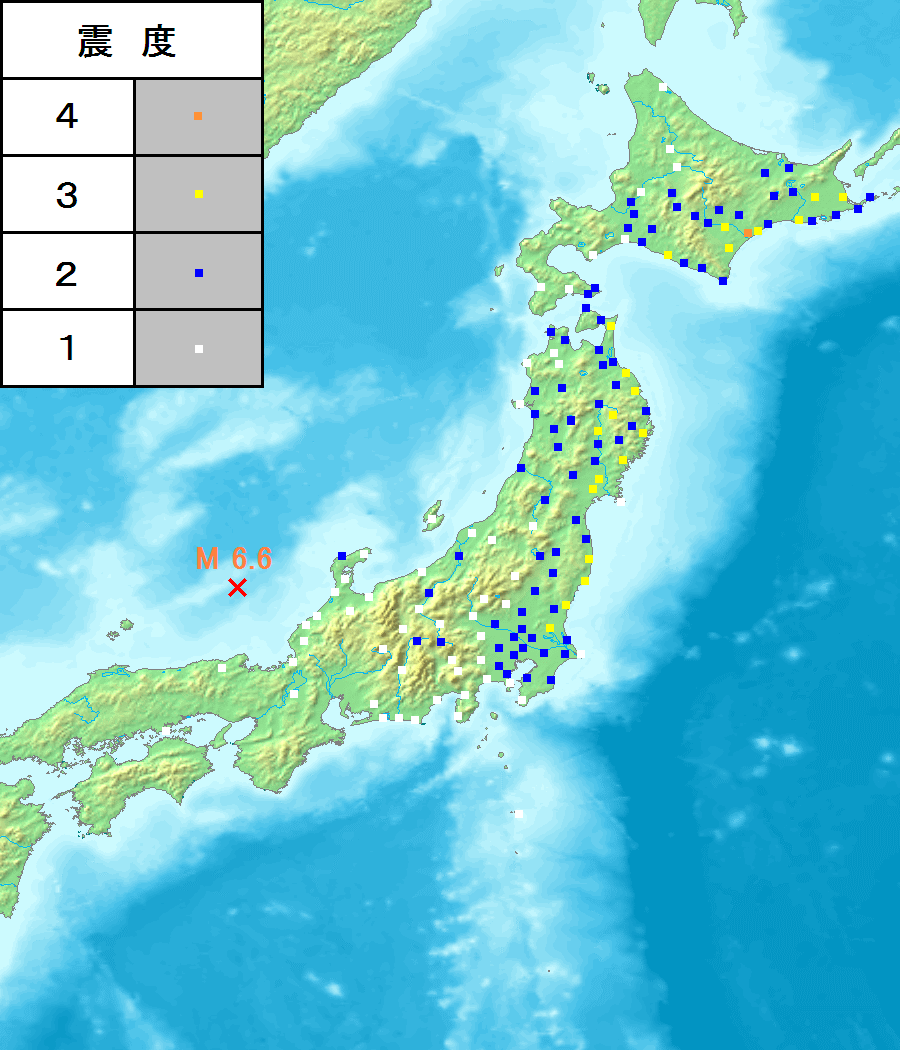
異常震域が現れた2007年7月16日23時17分頃（JST）の地震の震源と各地の震度。
震源は京都府沖の北緯36.8°、東経135.2°付近、震源の深さ370km、M6.6（気象庁による）。北海道浦幌町で最大震度4を観測した一方、震央付近ではほぼ無感となった。

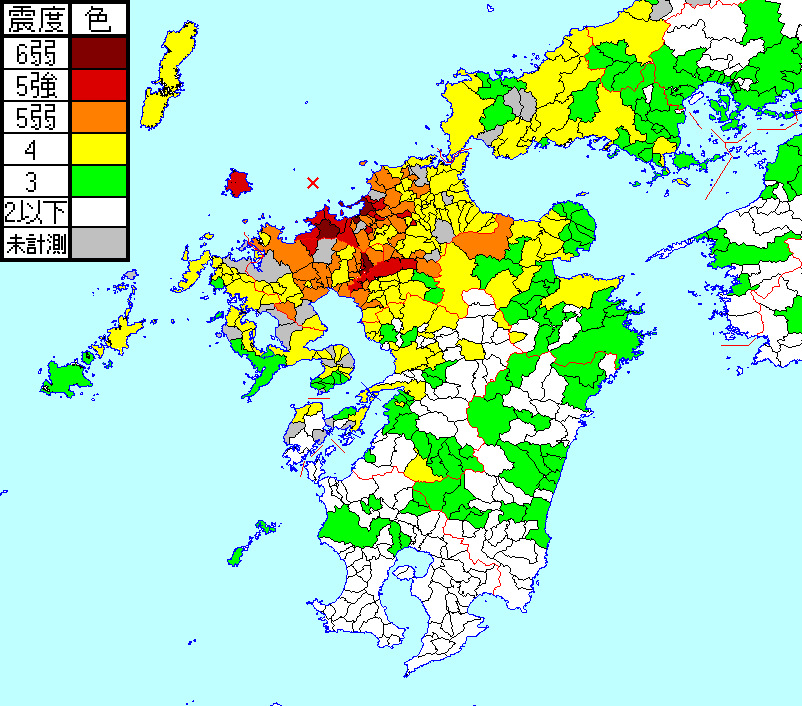
2005年3月20日の福岡県西方沖地震の震源と各地の震度。震源に近い海岸の福岡市西区で震度5弱となった一方、陸側の東区や離れた佐賀県みやき町などで震度6弱となった。

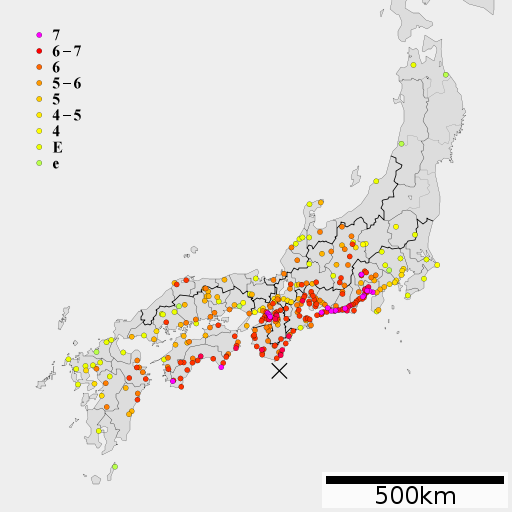
1707年10月28日の宝永地震の震源と各地の震度。大阪平野・奈良盆地で大きな揺れとなった。また、出雲および信濃方面には地震みちが見られる。

異常震域（いじょうしんいき、英語: zone of abnormal seismic intensityまたは英語: zone of anomalous seismic intensity）は、通常ならば震源地（震央）で最も大きくなり、中心から同心円状に広がりながら小さくなるはずの地震で観測される震度（あるいは加速度）が、通常とは異なる傾向を示す現象、また、そうした震度分布がみられた地域のことである。

## 解説
震源地より遠く離れた所で異常に震度が高くなる現象である。かつて地中に地震が伝わる特別な抜け道があると考えられ、地震みち（じしんみち）と呼ばれていた。1920年代には異常震域という用語が用いられるようになった。
異常震域が現れる原因は、
- その周辺地域の地盤の状態が異なるため（軟弱な地盤と地震波の反射、回折など）
- 上部マントルの地震波速度構造の違い[3]で、減衰度合いが経路上の構造によって異なるため（構造線やプレート境界、マントルをまたぐなど）

によるものの2つに分けられる。前者と比較して後者のほうが広い範囲で大きな震度が観測され、地震学の用語としては、異常震域は後者を指すことが多い。
後者の例として、太平洋プレート中で発生した2007年7月16日の京都沖日本海の深発地震では、京都や、プレート境界をまたいだ中京関西地方や中部地方での揺れは小さかった一方、距離的には遠い北海道で大きな揺れを観測した。
着達する地震振幅は距離に反比例して、また着達までの時間には指数関数的に小さくなる。地下のマグマ中を進む地震波の速度は非常に遅く、このため火山地下のマグマ溜まりをまたぐ震源では減衰して地震動が小さくなるということも起こりうる。
逆に、オホーツク海での深発地震や十勝沖から千島列島沖の太平洋プレート中で発生する地震では、北海道・東北地方の日本海側や新潟県より北海道・東北地方の太平洋側、関東地方で大きな揺れを観測する場合もある。東北地方の日本海側や新潟県での揺れが小さくなる理由は、東北地方の中央部に南北に連なる火山が影響しており、地下のマグマ溜まりにより地震波が減衰しているためと考えられている。

## 地盤の状態による例
地盤が弱い地域の場合、大きい震度が観測される。深発地震での例も参照。
豊岡市（兵庫県）
豊岡（気象庁の観測地点）は、最大有感距離地点（震度1以上が観測される最も震源からの距離が遠い地点）となることがある。兵庫県南部地震（1995年）等において、震源距離が近い大阪や姫路よりも大きい震度が観測されている（豊岡：震度5、大阪・姫路：震度4）。2007年千島列島沖地震においても、最大有感距離地点（震度1）を観測した。
諏訪盆地周辺（長野県）
諏訪盆地周辺は、諏訪湖の堆積層のため、地盤の弱い地域である。このため、周辺の松本盆地（松本市・塩尻市など）や伊那谷北部（伊那市など）に比べ、大きい震度が観測されることが多い。
中山町長崎（山形県）
最上川と須川の合流地点付近に位置するため、地盤が周囲に比べ貧弱であり、2011年3月11日の東日本大震災では震度5強を観測した。
二宮町（神奈川県）
地震計が設置してある消防署（中里地区に所在）は、周辺の田畑を区画整理し造成した住宅地の一角にあり、そのため地盤が弱いとされていた。
穴水町（石川県）
2004年に気象庁が活用を開始した気象庁以外の震度観測点であった「穴水町大町」について、設置環境調査で過大な震度が観測されると評価されたため2011年8月2日より新な観測点を活用するとしていたが、2017年まで従来の観測点の震度を引き続き発表していた。
宝永地震での地震分布の例
宝永地震では、出雲および信濃に「地震みち」が見られ、出雲平野特に出雲大社門前町である杵築辺では、安政南海地震および昭和南海地震でも宝永地震と同様に家屋倒壊の被害が生じた。この原因としては地盤震動特性や地盤速度構造の影響が少なからず存在するとされる。

## プレート構造による例
プレートは固い岩盤であるが、プレート境界には滑り面や破砕帯などの軟弱な地盤構造が存在する。このため地震波がプレート境界を越えるときに減衰が大きく、逆に同じプレート内では地震の減衰が小さくなる。
東北・北海道沖の太平洋を震央とする地震
東北・北海道沖の太平洋プレートを震央とする地震（例えば北海道東方沖地震など）では、強い地震波が太平洋プレートを伝搬し、また海溝面で太平洋プレートに接触する北アメリカプレートにも伝播する。これにより、震源距離が近い北海道オホーツク海側や日本海側より、北海道・東北・関東など太平洋側で強い揺れが観測される。
日本海側で発生する太平洋プレート内地震
2002年6月29日にロシア沿海州沿岸のウラジオストク付近で発生した深さ590km、マグニチュード7.2の地震では、西南日本に比べて東北日本で、また日本海側に比べて太平洋側で大きな揺れが観測された。
この付近では1997年以降マグニチュード6を超える地震が2013年までに6回発生しているが、いずれもこの付近にまで沈みこんでいる太平洋プレート内で発生した地震と見られ、太平洋プレートに沿って地震波があまり減衰せずに伝わり異常震域が現れている。
南海トラフの巨大地震
安政東海地震でも宝永地震と同様に、甲府盆地、信濃で震度が高くなる異常震域すなわち「地震みち」が見られた。昭和東南海地震でも同様に信濃の地震動は強かった。糸魚川静岡構造線は、北アメリカプレートとユーラシアプレートとの新生境界とされ、これに沿った強震域は、プレートが弾性反発する際に一連のプレート境界の別の部分でも広範囲に急激な相対運動が生じる結果として説明されている。

## 大規模な深発地震での例
震源が深い地震を深発地震と呼ぶ。深発地震は、海洋プレートがマントル内に沈んだスラブ（英：Slab）が、深さ数百km付近まで沈んだところで周囲の熱や圧力により構造などが変化し、このとき発生するものと一般には考えられている。
震源の直上にはプレート境界面と柔らかい上部マントルがあり地震波は着達までに減衰してしまう。一方、同じプレートでは上記のプレート構造での地震動のように比較的減衰しにくい地震波が遠くまで伝搬し、地盤の弱い土地で強震度が現れる。さらに、断層破壊を伴うような大きな地震で現れる低周波地震動は、このような地震波は高周波に比べて減衰しにくい。大きな深発地震では地表に達するまでの長い経路により低周波成分の多い地震となり、低周波に共振しやすい高層建築といった局在した場所で大きな震度を観測する傾向がある。
小笠原諸島西方沖地震
2015年5月30日発生、深さ682km、マグニチュード8.1
オホーツク海深発地震
2013年5月24日にカムチャッカ半島西方のオホーツク海で発生した深さ609km、マグニチュード8.3の地震では、北海道宗谷地方や秋田市で震度3を観測したが、より震源に近い斜里町では震度1だった。またメルカリ震度階級での比較では、東京は震度IIだったが、さらに遠いカザフスタンのアティラウではより強い震度V、ドバイやインドのノイダ、中国の重慶では震度IVが観測された。7000km離れたロシアのモスクワでも有感地震となり、観測した震度はIII（気象庁震度階級では震度2程度に相当）だったが老朽化したアパート2棟から住民約850人が路上に避難する騒ぎがあった。